# Герб Ремеля
Герб Ремеля — офіційний символ села Ремель, Рівненського району Рівненської області, затверджений 26 листопада 2021 р. рішенням сесії Олександрійської сільської ради.
Автори — А. Гречило та Ю. Терлецький.

## Опис герба
У золотому полі з червоного полум'я в основі виходить такий же Фенікс із розгорнутими крильми, на червоній главі дві золоті 8-променеві зірки.

## Значення символів
Птах Фенікс означає відродження села після трагедії 1943 р. коли понад 6 сотень мешканців були вбиті польськими поліцаями та німецькими нацистами. Дві зірки є символами пам'яті та вічності.